# Ptycholaemus troberti
Ptycholaemus troberti är en skalbaggsart som beskrevs av Louis Alexandre Auguste Chevrolat 1858. Ptycholaemus troberti ingår i släktet Ptycholaemus och familjen långhorningar.
Artens utbredningsområde är:
- Angola.
- Gabon.

Inga underarter finns listade i Catalogue of Life.